# 中田纳西
中田纳西是美国田纳西州的三个大区之一，大致构成了该州的中部。根据州法律，它被划定为该州 95 个郡县中的 41 个。中田纳西包括该州首府和最大城市纳什维尔，以及该州第五大城市克拉克斯维尔和该州第六大城市和纳什维尔最大郊区默弗里斯伯勒。纳什维尔大都会区完全位于该地区内，是该州人口最多的大都会区，克拉克斯维尔大都会区是该州人口第六多的大都市区。中田纳西是该州三个大分区中土地面积最大的地区，也是人口最多的地区。
在地理上，中田纳西由高地边缘组成，完全环绕纳什维尔盆地。坎伯兰高原位于该地区的东部。在文化上，中田纳西被认为是上南方的一部分。该地区早在美国内战前时期就开始种植棉花和烟草等作物，而举世闻名的田纳西步行马也是在这一时期首次在该地区养殖的。中田纳西在美国内战期间极其重要，见证了许多战斗和战役。在 20 世纪，Grand Ole Opry 巩固了纳什维尔作为乡村音乐之乡的地位。自 1970 年代初以来，该地区已被许多新经济部门转变，包括汽车制造、医疗保健、金融、技术、旅游和专业服务。纳什维尔大都会区和克拉克斯维尔大都会区都是全国发展最快的地区之一。